# Andrachne
Andrachne é um género botânico pertencente à família Phyllanthaceae.

## Classificação do gênero
| Sistema | Classificação                    | Referência |
| ------- | -------------------------------- | ---------- |
| Linné   | Classe Monoecia, ordem Gynandria | [ 1 ]      |